# Stanisław Leinweber
Stanisław Leinweber, także Lejnweber (ur. 24 kwietnia 1912 w Kaliszu, zm. wiosna 1940 w Katyniu) – polski siatkarz, podporucznik rezerwy artylerii Wojska Polskiego, ofiara zbrodni katyńskiej.

## Życiorys
Urodził się jako syn Kazimierza i Julii z domu Czechowskiej. Był studentem Wydziału Rolnego Szkoły Głównej Gospodarstwa Wiejskiego w Warszawie w Warszawie.
Uprawiał piłkę siatkową, występował w klubie AZS Warszawa. Był uważany ze jednego z czołowych siatkarzy w Polsce lat 30.
Absolwent Szkoły Podchorążych Rezerwy Artylerii z 1934. Został mianowany do stopnia podporucznika ze starszeństwem z 1 stycznia 1936. Otrzymał przydział do 30 pułku artylerii lekkiej.
Po wybuchu II wojny światowej i agresji ZSRR na Polskę w dniu 17 września 1939, został aresztowany przez Sowietów, po czym był przetrzymywany w obozie w Kozielsku. Prawdopodobnie 21 lub 22 kwietnia został przetransportowany do Katynia i rozstrzelany przez funkcjonariuszy Obwodowego Zarządu NKWD w Smoleńsku oraz pracowników NKWD przybyłych z Moskwy na mocy decyzji Biura Politycznego KC WKP(b) z 5 marca 1940. Jest pochowany na terenie obecnego Polskiego Cmentarza Wojennego w Katyniu, gdzie w 1943 jego ciało zostało zidentyfikowane w toku ekshumacji prowadzonych przez Niemców pod numerem 2563 (przy zwłokach zostały odnalezione dowód osobisty, prawo jazdy, legitymacja szkolna, blok notesowy, kalendarzyk kieszonkowy).

## Upamiętnienie
5 października 2007 minister obrony narodowej Aleksander Szczygło mianował go pośmiertnie na stopień porucznika. Awans został ogłoszony 10 listopada 2007 w Warszawie, w trakcie uroczystości „Katyń Pamiętamy – Uczcijmy Pamięć Bohaterów”.